# Thranius granulatus
Thranius granulatus är en skalbaggsart som beskrevs av Maurice Pic 1922. Thranius granulatus ingår i släktet Thranius och familjen långhorningar.
Artens utbredningsområde är Laos. Inga underarter finns listade i Catalogue of Life.